# Ставская, Людмила Владимировна
Людмила Владимировна Ставская (1927—2000) — советский и российский педагог, режиссёр, актриса, заслуженный деятель искусств РСФСР (1978).

## Биография
Дочь писателя Владимира Петровича Ставского. Воспитывалась в чистопольском интернате. Окончила Театральное училище им. Щукина, педагог В. К. Львова.
В 1951—1958 гг. — актриса театра Центрального дома культуры железнодорожников (ЦДКЖ).
С 1959 г. — преподаватель в Театральном училище им. Щукина, некоторое время работала в его Тульском филиале. Среди её учеников: Юрий Беляев, Андрей Градов, Елена Коренева, Е. И. Фетисенко (выпуск 1975 года), Евгений Дворжецкий, Андрей Житинкин, Евгений Князев, Ирина Малышева, Лариса Моравская, Расул Укачин, Мария Оссовская, В. А. Сажин (выпуск 1982 года), А. А. Соколов, Н. Б. Масич (выпуск 1990 года), В. Д. Дейнекин, и др.
В Щукинском театральном училище поставила множество спектаклей: 20 дипломных и более 130 курсовых работ, среди которых как русская классика, так и пьесы советских авторов.
Два спектакля поставила в Туле, в местном ТЮЗе в 1974 году: «Не беспокойся, мама!» по Н. В. Думбадзе и «Таланты и поклонники» А. Н. Островского.
В 1960-е годы в Щукинском училище начался выпуск курсов для театра глухонемых, и Л. Ставская стала одним из организаторов Московского театра мимики и жеста, уникального театра, аналогов которому нет нигде в мире. Театр был создан на базе курса Щукинского училища — именно там впервые занялись этой программой. В 1960—1978 гг. Л. В. Ставская руководила студийными выпусками для Театра мимика и жеста и поставила более 25 спектаклей со студентами и на сцене театра; среди этих работ: 1962 — водевиль «Лев Гурыч Синичкин» Д. Т. Ленского, специально переделанный для репертуара глухонемых.
Работала в кино и на ТВ.
Последние годы сотрудничала с Государственным специализированным институтом искусств инвалидов, где с 1992 года преподавала и была заведующим кафедрой мастерства актёра. С 1997 г. преподавала во ВГИКе, с 1981 г. — профессор.
Похоронена на московском Новодевичьем кладбище (9 уч. 5 ряд) в могиле своей тёти — основательницы хореографического ансамбля «Берёзка» Н. С. Надеждиной (Бруштейн).